# Renault FT-18
Renault FT-18 je bil francoski tank.

## Zgodovina
Predhodnik tega tanka je tank FT-17. Izdelovali so ga po prvi svetovni vojni. Med letoma 1918 in 1919 je bilo narejenih 4000 tankov. Tank je bil zelo podoben svojemu predhodniku in je nekatere dele tudi podedoval. Tank je služil kot pomoč pehoti. Ohranil pa se je vse do druge svetovne vojne. 